# イロトリドリ
「イロトリドリ」は、ゆずの配信限定シングル。2013年1月30日にセーニャ・アンド・カンパニーから配信された。

## 概要
前作「REASON」から3週間経って配信が開始された曲で、2011年の「LOVE & PEACH」に続く1年半ぶり3度目の配信限定シングルである。
ミュージック・ビデオは、ファンから募集した「”めいいっぱいの自分らしい”表情」の写真が使われている。
レコチョクでこの楽曲とミュージックビデオ（2月6日配信）を両方ダウンロードすると「ゆずトークライブ」の抽選に応募できる特典があった。
2017年発売のベストアルバム『YUZU 20th Anniversary ALL TIME BEST ALBUM ゆずイロハ 1997-2017』には当楽曲のオリジナルの音源と、いきものがかりとコラボレーションした音源の2種類が収録され、コラボ音源のミュージック・ビデオも製作された。

## 収録曲
1. イロトリドリ
  - 作詞：北川悠仁 / 作曲：北川悠仁・JIN / 編曲：JIN & ゆず

「ユーキャン通信講座」2013年度CMソング[3]。ゆずの2人もCMに出演している[4]。
フルバージョンの配信に先立って、2013年1月1日からCMバージョンが配信された[4]。